# 아이디피 (기업)
아이디피(IDP)는 대한민국의 카드프린터 기업이다. 신분증, 금융카드 등 특화된 카드 발급에 사용되는 카드프린터를 제조한다. 본사는 서울특별시 구로구 디지털로 33길 50 601호 (벽산디지털밸리 7차)에 위치해 있다.

## 역사
2012년 10월 22일 '아이앤에이시스템'에서 현재의 상호로 변경하였다.

## 종속기업
- IDP Amercas Inc.(미국 현지법인)

## 상장
2020년 8월 24일 코스닥시장에 상장하였다.

## 참고 문헌
1. ↑  김학준, 키움증권 기업브리프-아이디피, 2023. 6. 13
2. ↑  이석영, Company Visit Report, 대신증권 기업분석, 2023.12.19